# Hiromu Mitsumaru
Hiromu Mitsumaru (三丸 拡?, Mitsumaru Hiromu; Tochigi, 6 luglio 1993) è un calciatore giapponese, difensore del Kashiwa Reysol.